# Johnny & Clyde: amici in mezzo ai guai
Johnny & Clyde: amici in mezzo ai guai (Johnny and Clyde) è un film diretto da William Bindley nel 1995 ed interpretato da Michael Rooker, John White e Sam Malkin.